# Kuckeland
Kuckeland ist ein zur Ortschaft Leipnitz der Großen Kreisstadt Grimma gehöriges Dorf im Landkreis Leipzig in Sachsen. Die Gemeinde Kuckeland mit ihren Ortsteilen Frauendorf und Papsdorf wurde am 1. Januar 1973 nach Leipnitz eingemeindet. Als Ortsteil von Leipnitz kam Kuckeland am 1. Januar 1994 zur Gemeinde Thümmlitzwalde, die am 1. Januar 2011 mit der Stadt Grimma fusionierte. Seitdem gehört Kuckeland zur Ortschaft Leipnitz der Stadt Grimma.

## Geographie

### Geographische Lage und Verkehr
Kuckeland liegt an der Kreisstraße 8331 zwischen Papsdorf und Leipnitz. Südlich des Orts befindet sich der Thümmlitzbach.

### Nachbarorte
|         | Papsdorf                                    |            |
| Zeunitz | Kompassrose, die auf Nachbargemeinden zeigt | Frauendorf |
|         | Leipnitz                                    |            |

## Geschichte
Urkundlich wurde das Gassendorf Kuckeland im Jahr 1234 das erste Mal als Kugelandt, Kogelant, Kokeilant genannt. Weitere Nennungen waren:
- 1245: Cuggeilant
- 1254: Kokeylant
- 1378: Kukeland, Gukelant
- 1386: Kuckeland
- 1551: Kukulannt
- 1590: Cuculandt

1254 bestätigte Markgraf Heinrich dem Kloster Buch seinen Besitz in Vrowendorf & Kokeylant. Dabei wird u. a. ausgeführt, dass diese Dörfer bereits durch König Heinrich (VII.) dem Kloster übertragen wurden. Er ermahnte seine Vögte, das Kloster nicht in ihrem Besitz zu stören. Im gleichen Jahr 1254 bezeugte Burggraf Albero von Leisnig, dass er seine Gerichtsrechte in Nydadobodewiz & Kokeylant an das Kloster Buch übertragen hat. In der entsprechenden Urkunde König Heinrichs (VII.) von 1234 heißen die Dörfer Nidabudowiz & Kogelant. Man kann also davon ausgehen, dass Nidabudowiz ein älterer Name von Frauendorf ist. Bis ins 16. Jahrhundert gehörte Kuckeland gemeinsam mit dem Nachbarort Frauendorf zum Streubesitz des Zisterzienser-Klosters Buch bei Leisnig, welches nach dem Tod des letzten Abts infolge der Einführung der Reformation und der Säkularisation als geistliches Institut im Jahr 1525 aufgelöst wurde. Anschließend wurden der Wirtschaftsbetrieb und die dazugehörigen Besitzungen des Klosteramts Buch zunächst von einem Beauftragten des Amtmanns von Leisnig verwaltet. Bezüglich der Grundherrschaft gehörte Kuckeland nach 1548 zum Klosteramt Buch, von 1590 bis 1856 war der Ort ein Amtsdorf im kurfürstlich-sächsischen bzw. königlich-sächsischen Amt Leisnig. Er bildete mit den Nachbarorten Frauendorf und Papsdorf eine Leisniger Exklave zwischen dem Erbamt Grimma und dem Amt Colditz. Bei den im 19. Jahrhundert im Königreich Sachsen durchgeführten Verwaltungsreformen wurden die Ämter aufgelöst. Dadurch kam Kuckeland im Jahr 1856 unter die Verwaltung des Gerichtsamts Leisnig und 1875 an die neu gegründete Amtshauptmannschaft Döbeln. Kirchlich gehört Kuckeland seit jeher zu Leipnitz. Am 1. Oktober 1935 wurden die beiden Nachbarorte Frauendorf und Papsdorf eingemeindet.
Durch die zweite Kreisreform in der DDR im Jahr 1952 wurde die Gemeinde Kuckeland mit ihren beiden Ortsteilen dem Kreis Grimma im Bezirk Leipzig angegliedert. Am 1. Januar 1973 erfolgte die Eingliederung der Gemeinde Kuckeland nach Leipnitz. Seit 1990 gehörte Kuckeland als Ortsteil der Gemeinde Leipnitz zum sächsischen Landkreis Grimma, der 1994 im Muldentalkreis bzw. 2008 im Landkreis Leipzig aufging.
Durch den Zusammenschluss der Gemeinden Böhlen, Dürrweitzschen, Leipnitz, Ragewitz und Zschoppach wurde Kuckeland am 1. März 1994 ein Ortsteil der Gemeinde Thümmlitzwalde. Am 1. Januar 2011 fusionierte diese mit der Großen Kreisstadt Grimma. Seitdem ist Kuckeland einer von sechs Ortsteilen der Grimmaer Ortschaft Leipnitz.

### Entwicklung der Einwohnerzahl
| Jahr    | Einwohnerzahl                          |
| ------- | -------------------------------------- |
| 1548/51 | 6 besessene Mann, 5 Inwohner, 10 Hufen |
| 1764    | 6 besessene Mann, 3 Häusler, 10 Hufen  |
| 1834    | 77                                     |
| 1871    | 81                                     |

| Jahr   | Einwohnerzahl |
| ------ | ------------- |
| 1890   | 77            |
| 1910   | 69            |
| 1925   | 68            |
| 1939 1 | 224           |

| Jahr   | Einwohnerzahl |
| ------ | ------------- |
| 1946 1 | 340           |
| 1950 1 | 317           |
| 1964 1 | 216           |